# زمن دراكولا (مسرحية)
زمن دراكولا، مسرحية رعب كويتية مثلت عام 1998 من تأليف فوزي الغريب وإخراج عبد العزيز المسلم.

## ملخص الأحداث
يتلبس دراكولا جسد بدريه ويعيش بداخلها ليتحدى سالم وزوجته كما يحولها إلى مصاصة دماء ليصل الأمر بأهل بدريه إلى اللجوء (لدراكولا الكبير) لإخراجه من جسد بدريه مقابل أن يمص هو القليل من دمها ! فهل يوافق سالم ووالدها على طلب دراكولا الكبير ؟ هذا ما سوف نعرفه في مسرحية (زمن دراكولا) من خلال الرعب والإثارة والكوميديا.

## البطولة
علي المفيدي ـ عبد العزيز المسلم ـ جمال الردهان ـ باسمه حماده ـ جاسم الصالح ـ عماد العكاري ـ رشا مصطفى ـ بدرالبلوشي ـ دخيل النبهان ـ عمراليعقوب.

## حقائق
ثالث مسرحية رعب واستخدم فيها الخدع المثيره والمميزه وكان الديكور ضخما جدا على المسرح وأيضا الجانب الأيمن والأيسر من كراسي الجمهور على ارتفاع 8 أمتار.. والمسرحية في بداية عروضها لم تكن كوميدية بل كانت فقط مسرحية رعب وإثارة ولكن نزولا لرغبة الجماهير حولها إلى مسرحية رعب كوميدية وأضاف على النص بعض الإفيهات الكوميدية وقد نجحت المسرحية نجاحا كبيرا، يقدم عبد العزيز المسلّم مؤسس مسرح الرعب في الوطن العربي ثلاثية (زمن دراكولا) مستخدما الخدع والتقنيات العالية الجودة وهي نقله من المسرح المحلي إلى المسرح العالمي، هذا العمل المسرحي يحمل في كل جمله وكلمه مضمون سياسي خطير واجتماعي لأهم القضايا العربية التي نعاني منها ولكن بإسلوب تشويقي مميز.)
جسد عبد العزيز المسلّم في هذه المسرحية دور دراكولا الابن العاصي لأبيه دراكولا الكبير والذي يود العيش بداخل بدريه.
| سبقه البيت المسكون | أعمال مسرح السلام 1998 | تبعه الخيران رايح جاي |